# Bodega Bay (plaats)
Bodega Bay is een plaats (census-designated place) aan de gelijknamige baai in de Amerikaanse staat Californië, en valt bestuurlijk gezien onder Sonoma County. De plaats is vooral bekend van de film The Birds, die zich bijna volledig in Bodega Bay afspeelt.

## Demografie
Bij de volkstelling in 2000 werd het aantal inwoners vastgesteld op 1423.

## Geografie
Volgens het United States Census Bureau beslaat de plaats een oppervlakte van
21,7 km², geheel bestaande uit land.

## Plaatsen in de nabije omgeving
De onderstaande figuur toont nabijgelegen plaatsen in een straal van 24 km rond Bodega Bay.